# Raionul Nadvirna (pre-2020), Ivano-Frankivsk
Nadvirna (în ucraineană Надвірнянський район, transliterat: Nadvirneanskîi raion) este un raion în regiunea Ivano-Frankivsk, Ucraina. Reședința sa este orașul Nadvirna.

## Demografie
Componența lingvistică a raionului Nadvirna
     Ucraineană (98,78%)
     Alte limbi (0,91%)
Conform recensământului din 2001, majoritatea populației raionului Nadvirna era vorbitoare de ucraineană (98,78%), existând în minoritate și vorbitori de alte limbi.